# 美安 (汽車設備)
美安（Autolivis，又名 奥托立夫）是一間瑞典-美國合資公司，總部設在瑞典斯德哥爾摩，在1997年，瑞典Autoliv AB與Morton Automotive Safety Products公司合併。
美安開發和製造世界上主要汽車製造商的安全系統。連同合資企業共有80間廠房與40000名員工在30個生產汽車的的國家。此外，公司的研發中心設立在世界上的6個國家。擁有20條撞擊測試軌道，比任何的汽車製造商都多。該公司的股票在紐約證券交易所和OMX上市，為全球安全氣囊第一大廠。
台灣美安為一級零件廠，主要供應
中華賓士、汎德汽車、現代汽車、華創車電、Audi、等歐洲車廠之安全氣囊系統。
華創車電、安全帶系統。
2018 年 6 月，美安公司将其电子业务分拆为一家独立的公司 Veoneer Inc.。2019 年 11 月，奥托立夫任命 Fredrik Westin 为首席财务官兼执行副总裁，接替临时首席财务官 Christian Hanke。

## 註解
1. 1 2 3   (PDF). Autoliv.   [2008-04-20]. （原始内容 (PDF)存档于2008-05-13）.
2. ↑  .   [2008-05-17]. （原始内容存档于2005-04-07）.
3. ↑  . 美股之家. 2021-09-26  [2021-10-01]. （原始内容存档于2021-10-01）.

## 外部連結
- Autoliv
- Autoliv Australia Test Centre
- Autoliv Australia Aftermarket （页面存档备份，存于）